# Шегеда, Василий Иванович
Василий Иванович Шегеда (9 марта 1929, с. Аврамовка, Красноармейский район, Петропавловский округ, Казакская АССР, РСФСР, СССР — 21 сентября 2005, п. Большой Изюм, Тайыншинский район, Северо-Казахстанская область, Казахстан) — тракторист совхоза «Октябрьский» Красноармейского района Кокчетавской области. Герой Социалистического Труда (1971).

## Биография
Родился 9 марта 1929 года в селе Аврамовка Красноармейского района Петропавловского округа Казакской АССР (ныне — не существует, территория Большеизюмовского сельского округа Тайыншинского района Северо-Казахстанской области Казахстана) в крестьянской семье.
С 1950 по 1953 год проходил срочную службу в Советской Армии. После армии возвратился в Кокчетавскую область, где стал работать трактористом в совхозе «Октябрьский» Красноармейского района. В 1956 году вступил в КПСС.
Постоянно совершенствовал свою рабочую классификацию. Освоив профессии слесаря, дизелиста, электросварщика, содержал технику в исправном состоянии, в результате чего ежегодно перевыполнял производственный план и личные социалистические обязательства по обмолоту зерновых и обработке пахотной земли. В 1971—1973 годах вспахал 3409 гектаров пахотной земли.
Указом Президиума Верховного Совета СССР от 8 апреля 1971 года за выдающиеся успехи, достигнутые в развитии сельскохозяйственного производства и выполнении пятилетнего плана продажи государству продуктов земледелия и животноводства удостоен звания Героя Социалистического Труда с вручением ордена Ленина и золотой медали «Серп и Молот».
Участвовал во Всесоюзной выставке ВДНХ в Москве.
Скончался 21 сентября 2005 года в посёлке Большой Изюм, похоронен на местном кладбище.

## Награды
- Герой Социалистического Труда — указом Президиума Верховного Совета СССР от 8 апреля 1971 года
- Орден Ленина
- Орден Октябрьской Революции
- Медаль «За освоение целинных земель»